# Chrysops insulensis
Chrysops insulensis är en tvåvingeart som beskrevs av Austen 1912. Chrysops insulensis ingår i släktet Chrysops och familjen bromsar.
Artens utbredningsområde är Madagaskar. Inga underarter finns listade i Catalogue of Life.